# Anita Desai
Anita Desai (Mussoorie, 24 giugno 1937) è una scrittrice indiana.

## Biografia
Anita Mazumdar, nata a Jaipur da madre tedesca e padre (D. N. Mazumdar uomo d'affari) bengalese, ultima di quattro figli, è cresciuta a Nuova Delhi, parlando tedesco in famiglia e hindi con gli amici e i vicini di casa.
L'inglese è la lingua in cui impara a leggere e a scrivere, nella scuola missionaria della Vecchia Delhi, e con la quale si cimenta al suo esordio come scrittrice quando pubblica i primi racconti e recensioni sulle riviste della scuola e poi del college. E in letteratura inglese si laurea, all'Università di Delhi, nel 1958.
Nello stesso anno sposa Ashrin Desai. Dal matrimonio sono nati quattro figli: Rahul, Tani, Arjun e Kiran, anche lei scrittrice.

## Opere tradotte in italiano
- Fire on the Mountain, 1977 (Fuoco sulla montagna, trad. di Marina Premoli, Roma: Donzelli, 1993; trad. di Anna Nadotti, Torino : Einaudi, 2006)
- Games at Twilight and Other Stories, 1978 (Giochi al crepuscolo, trad. di Vincenzo Vergiani,  E/O: Roma, 1996)
- Clear Light of Day, 1980 (Chiara luce del giorno, trad. di Anna Nadotti, Torino : Einaudi, 1998)
- The Village By The Sea, 1982  (Il villaggio vicino al mare, trad. di Luigi Giobbio, Torino : SEI, 1987; con il titolo Il villaggio sul mare, trad. di Anna Nadotti,  Torino : Einaudi, 2002)
- In Custody, 1984 (In custodia, trad. di Cinzia Pieruccini, Milano: La Tartaruga, 1990; Torino : Einaudi, 2000)
- Baumgartner's Bombay, 1988 (Notte e nebbia a Bombay, trad. di Cinzia Pieruccini, Milano: La Tartaruga, 1992; Torino : Einaudi, 1999)
- Journey to Ithaca, 1995 (Viaggio a Itaca, trad. di Bianca Piazzese, Torino : Einaudi, 2005)
- Fasting, Feasting, 1999 (Digiunare, divorare, trad. di Anna Nadotti, Torino : Einaudi, 2001)
- Diamond Dust and Other Stories, 2000 (Polvere di diamante e altri racconti, trad. di Anna Nadotti e Bianca Piazzese, Torino : Einaudi, 2003)
- The Zigzag Way, 2004 (Un percorso a zigzag, trad. dii Anna Nadotti, Torino: Einaudi, 2007)
- Tutti i racconti, trad. di Anna Nadotti, Bianca Piazzese e Vincenzo Vergiani, Torino : Einaudi, 2009
- The Artist of Disappearance, 2011 (L'artista della sparizione, trad. di Anna Nadotti, Torino : Einaudi, 2013)

## Premi e riconoscimenti
- Sahitya Akademy Award, 1978
- Winifred Holtby Award, 1978
- Padma Sri Award, 1980
- Guardian Children's Fiction Award, 1983
- Moravia, 1999
- Benson Medal della Royal Society of Literature, 2003
- Premio Grinzane Cavour, 2005
- Premio letterario Giuseppe Tomasi di Lampedusa per Fuoco sulla montagna, 2006
- Padma Bhushan, 2014
- Tata Literature Live! Lifetime Achievement Award, 2021 [1]